# Sonderführer

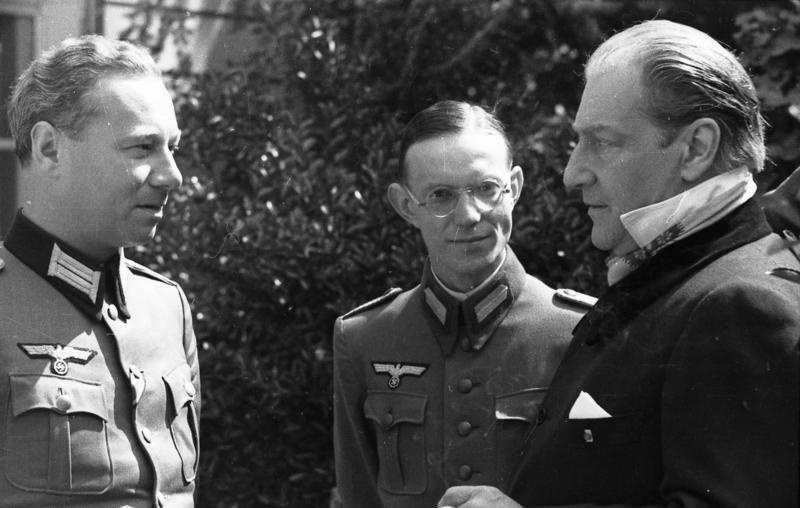
Frankreich: Sonderführer (O) (mi.) als Dolmetscher (Hans Fallada?), mit altpreußischer Kragenlitze, der Offizier (li.) mit Kapellenlitze, 1940/41

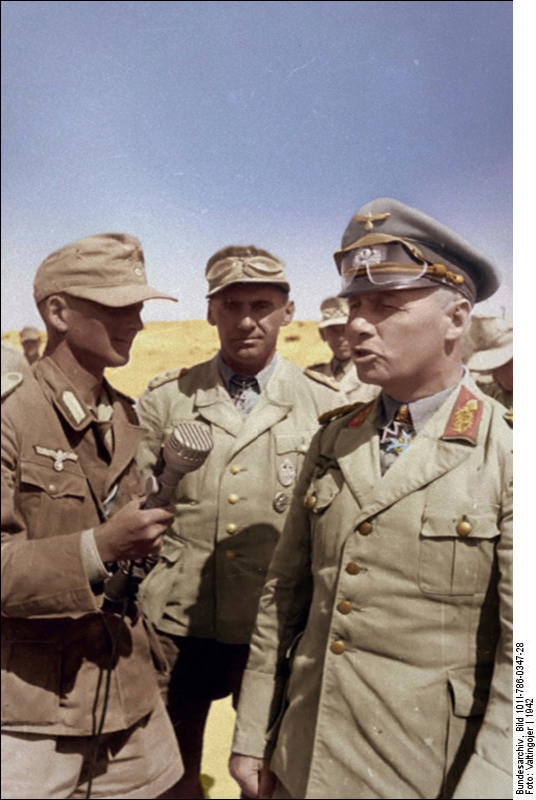
Nordafrika: Sonderführer (Z) als PK-Tonberichter, mit Gfm Erwin Rommel, 1942

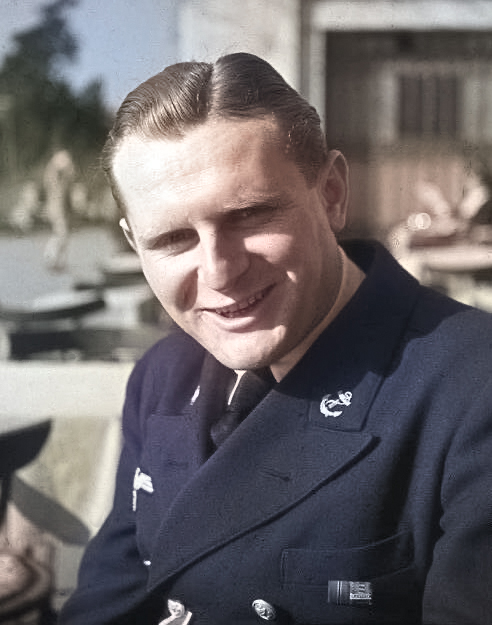
Horst Grund, Sonderführer (Z), Kriegsmarine, PK-Filmberichter und Kameramann, in der ab Mai 1940 verfügten Sf-Uniform mit „unklarem“ Kragenanker, 1941/42

Sonderführer war eine Funktion, die von der deutschen Wehrmacht im Jahr 1937 (Mobilmachungsplan für das Heer vom 12. März 1937) für den Mobilmachungsfall geschaffen wurde; analog existierten Sonderführer-Laufbahnen bei Kriegsmarine und Luftwaffe. Im November 1941 übernahm die Waffen-SS diese Einrichtung, benannte sie aber im Juni 1942 um in Fachführer bzw. Fachunterführer. Ebenso griff man in der Organisation Todt auf Sonderführer zurück.
Mit der Heranziehung als Sonderführer sollten die zivilen Spezialkenntnisse von Soldaten bzw. SS-Angehörigen nutzbar gemacht werden, die keine oder nur eine ungenügende militärische Ausbildung hatten. Dieser Personenkreis wurde in einen Offiziers- oder Unteroffiziersdienstrang übernommen, bei der Waffen-SS in einen Führer- bzw. Unterführerrang.
Die gebräuchlichen Abkürzungen waren:
- Sdf = Sonderführer
- Sf = Sonderführer mit militärischer Befehlsbefugnis.

## Sonderführer-Kategorien
Sonderführer existierten in allen Waffengattungen und zwar mit Diensträngen (nicht Dienstgraden!) analog jenen der…
- Offiziere:

- - Sonderführer (R), entsprechend einem Regimentsführer im Range eines Obersten oder Kapitäns zur See,
  - Sonderführer (B), entsprechend einem Bataillonsführer im Range eines Majors oder Korvettenkapitäns,
  - Sonderführer (K), entsprechend einem Kompanieführer im Range eines Hauptmanns/Rittmeisters oder Kapitänleutnants,
  - Sonderführer (Z), entsprechend einem Zugführer im Range eines Leutnants.

- Unteroffiziere:
  - Sonderführer (O), auch Dolmetscher O, entsprechend einem Oberfeldwebel (der Truppe),
  - Sonderführer (G), entsprechend einem Gruppenführer oder Unteroffizier.

Dem Sonderführer (G) bei Heer und Luftwaffe entsprach der Sonderführer (C) der Kriegsmarine, im Dienstrang Maat (Corporalschaftsführer).
Bei der Kriegsmarine lautete ab Mai 1940 die Dienstbezeichnung „Sonderführer“ mit der in Klammern beigefügten Dienstgradbezeichnung ihrer Stellung, also bspw. Sonderführer (Leutnant z. S.) oder Sonderführer (Obermaschinist).
Eine ideologisch ausgerichtete besondere Aufgabenstellung für Wehrmacht-Sonderführer ist nicht zu belegen. Allerdings war der „nationalsozialistische Schirm“ über jedwede Aufgabenstellung gespannt.
So wurden Sonderführer hauptsächlich eingesetzt:
- als Dolmetscher,
- im Bauingenieurwesen,
- bei Finanz- und Verwaltungsaufgaben,
- bei wissenschaftlichen Aufgabenstellungen wie Archäologie und Kultur-Konservierung,
- in der Landwirtschaft,
- im Eisenbahnwesen, speziell Feldbahnen.

Russische Emigranten, die als Dolmetscher in der Wehrmacht dienten, erhielten mitunter ebenfalls den Rang eines Sonderführers. Bei Vorliegen literarischer oder fotografisch-zeichnerischer Eignungsmerkmale dienten Sonderführer in einer Propagandatruppe der Wehrmacht.
Eine besondere Einflussnahme bis in die Sprache des okkupierten Gebiets belegt der Fall des Sonderführers Leo Weisgerber, der die bretonische Sprache vereinheitlichen wollte, was bis heute Nachwirkungen in der Auseinandersetzung mit diesem Thema in der französischen Region Bretagne hat.

## Rechtliche Stellung
Sonderführer waren Soldaten im Sinne des Wehrgesetzes und damit auch Kombattanten. Die Einberufung als Sonderführer war eine jederzeit widerrufliche Übergangsmaßnahme mit dem Zweck, Stellen zu besetzen, für die kein reguläres militärisches Personal zur Verfügung stand. Änderte sich dies, wurde der Sonderführer jetzt wieder als regulärer Soldat in den „normalen“ militärischen Ablauf eingegliedert. Dabei war die Dienststellung als Sonderführer – diese beinhaltete keinen Dienstgrad, sondern nur den Dienstrang – nicht zu berücksichtigen. Entsprechend konnte es geschehen, dass nach Verlust seiner Dienststellung bspw. auch ein ranghoher vormaliger Sonderführer im Dienstgrad Gefreiter usw. weiterdienen musste, sofern er als Soldat nur diesen Dienstgrad vor seiner Ernennung zum Sonderführer erreicht hatte.
1942 wurde befohlen, dass die Sonderführer im Offizier-Rang militärisch ausgebildet werden sollten, um in das Reserve-Offizierskorps übernommen werden zu können.
Im Versorgungsrecht der Bundesrepublik Deutschland waren die Sonderführer ausdrücklich den Soldaten gleichgestellt.

## SS-Sonderführer/Fachführer
Der Begriff SS-Sonderführer hat einen anderen Bezug als der des Sonderführers in der Wehrmacht; er schloss sich an die Dienstrang-Ordnung der Schutzstaffel an, die durchweg die gleiche Endung „-führer“ benutzte. Die Bezeichnung SS-Führer im Sonderdienst, abgekürzt SS-Sonderführer (S) referierte auf den jeweiligen Fachsektor, wie bspw. SS-Richter, SS-Arzt, SS-Führer der technischen Dienste, SS-Musikführer, SS-Wehrgeologe. Im Juni 1942 änderte sich die Bezeichnung in SS-Fachführer bzw. SS-Fachunterführer in der Waffen-SS. 
Im Unterschied zur Wehrmacht führte das SS-Fachpersonal reguläre SS-Ränge, mit dem Zusatz „Sonder-“ bzw. „Fach(unter)führer“, in Kurzform mit einem geklammerten S, ab 1942 einem F, hinter dem Dienstgrad. Die korrekte Bezeichnung lautete dann beispielsweise SS-Obersturmführer (Sonderführer der Waffen-SS) bzw. SS-Ostuf (S) oder SS-Unterscharführer (F). 
Grundsätzlich gab es in jedem SS-Dienstrang SS-Sonderführer bzw. SS-Fachführer. Sie wurden aus den eigenen Reihen rekrutiert und nicht gesondert einberufen.

## Uniform und Rangabzeichen

### Heer

Schulterstück Sonderführer (Z) des Heeres, 1940 (Ende 1942 abgelöst durch schmale Schulterschnüre)

Die Ende 1938 verfügte Uniform der Sonderführer entsprach weitestgehend jener der regulären Unteroffiziere und Offiziere. Statt der Schulterstücke (Offiziere) und Schulterklappen (Unteroffiziere und Mannschaften) kennzeichneten jedoch schmale Schnüre den Rang. Diese waren ab Sonderführer Z silberfarben, ab Sonderführer B zusätzlich geflochten; bei Sonderführer O und G waren die Schnüre bläulichdunkelgrün. Sonderführer R und K führten zusätzlich zwei geflochtene Schieber aus goldgelber Kunstseidenschnur, Sonderführer O ebenso, jedoch die Schieber aus silberfarbenem Aluminiumgespinst und dazu die Ärmeltressen („Kolbenringe“) des Hauptfeldwebels. Der Sonderführer (G) besaß einen silberfarbenen Schieber, die Sonderführer (B) und (Z) besaßen keine Schieber. Eine Unterlage war nicht vorgesehen, doch wurden gelegentlich solche aus bläulichdunkelgrünem Tuch getragen. 
Im März 1940 wurde als Waffenfarbe Graublau bestimmt. Dies betraf bspw. die Kragenpatten, die Unterlage der Schulterstücke bzw. -klappen sowie des auf der rechten Brustseite getragenen Hoheitsabzeichens (Brustadler), die Vorstöße und das Besatzband der Schirmmütze, bei Sonderführern mit Offiziersrang auch die Vorstöße der langen Hose. Sonderführer mit Offiziersrang erhielten die Schulterstücke der Offiziere, die Plattschnüre jedoch V-förmig schwarz-weiß-rot durchwirkt; Sonderführer mit Unteroffiziersrang behielten die bisherigen Schulterschnüre. Die Kragenspiegel bei ersteren nun aber nicht mehr mit der Kapellenlitze der Offiziere, sondern mit mattsilberner altpreußischer Litze (mit einem Mittelstreifen bzw. Litzenspiegel aus doppelter Aluminiumschnur), also nach hinten spitz auslaufend, ähnlich den Beamten auf Kriegsdauer. Für Sonderführer mit Unteroffiziersrang wurden 1940 keine besonderen Kragenspiegel verfügt, so dass diese vermutlich die Doppellitzen weitertrugen (sowie die silberfarbene Kragentresse); vereinzelt waren aber auch altpreußische Kragenspiegel aus grauer Weblitze üblich. 
Der Dezember 1942 brachte den Sonderführern mit Offiziersrang die Wiedereinführung der schmalen Schulterschnüre von 1938/39. Die Kordel der Schirmmütze war nun aus graublau durchwirktem Aluminiumgespinst. Dolch und Säbel entfielen. Die Maßnahme sollte die betroffenen Sonderführer deutlicher von den Offizieren unterscheiden, da für sie inzwischen die Möglichkeit der Übernahme als Offizier existierte. Bei Bekleidungsstücken ohne Schulterstücke waren ab Dezember 1943 die Ärmelabzeichen der Offiziere zu tragen. Vermutlich wurde ähnliches auch bei den Sonderführern ohne Offiziersrang praktiziert.

### Kriegsmarine
Sonderführer trugen die Uniform ihrer Stellengruppe, doch ohne deren Schulterstücke, Schulterklappen und Offiziersärmeltressen. Sonderführer mit Offiziersrang hatten Schulterschnüre analog jenen der Sonderführer von Heer und Luftwaffe. Ebenso die Sonderführer (O), die Schnüre jedoch hellblau mit zwei geflochtenen Schiebern aus Goldgespinst (statt dunkelgrün mit Silberschiebern, wie beim Heer), dazu die Ärmeltressen des Hauptfeldwebels. Sonderführer (C) auf dem linken Ärmel des Überziehers sowie von blauem und weißem Hemd ein klarer Anker mit aufgelegtem „S“ (= Sonderführer). 
Ab Mai 1940 führten alle Sonderführer an Schultern und Ärmeln die Rangabzeichen der Soldaten ihres Dienstgrades, nun auch analog bspw. dem Obermaat oder Feldwebel (Maschinist usw.). Die Schulterstücke und -klappen mit dem jeweiligen Laufbahnabzeichen, das außerdem bei Sonderführern mit Offiziersrang oberhalb der Ärmelrangtressen angebracht war. Die Kennzeichnung als Sonderführer erfolgte nun anhand eines in den vorderen Kragenecken angebrachten, unklaren Ankers (ohne aufgelegtes „S“!), bei Maaten befand sich dieser im vorderen Feld der hellblauen Kragenpatte. Der Anker war stehend anzubringen, wurde gelegentlich aber auch liegend geführt. Bei Sonderführern mit dem Rang von Offizieren und Portepeeunteroffizieren prangte zusätzlich ein „S“ auf Schulterstück oder Schulterklappe.

### Luftwaffe
Die Bestimmungen über die besonderen Abzeichen der Sonderführer waren quasi analog jenen, die beim Heer Anwendung fanden. Die Sonderführer führten die Kragenspiegel der entsprechenden Stellengruppe bzw. Rangklasse der Soldaten (bei Offizieren mit, bei allen anderen ohne Eichenlaubkranz), jedoch ohne die Doppelschwingen, die bei letzteren den Dienstgrad anzeigten. Sonderführer (O) und (G) führten ab Dezember 1940 einen einzelnen silberfarbenen Winkel, anstelle der den Sonderführern verwehrten Schwingen. Vermutlich geschah dies, um die bis dahin abzeichenlosen Kragenpatten jener beiden Sonderführer-Stellengruppen optisch aufzuwerten.

### Waffen-SS
Sonder- bzw. Fach(unter)führer trugen die Uniform ihres Truppenteils und die Rangabzeichen ihres Dienstgrades. Die Schulterstücke bzw. Schulterklappen fasste jedoch eine rot-weiße Paspelierung ein.
Die Allgemeinen SS führte 1935 Ärmelrauten („Sonderlaufbahnabzeichen“) ein, welche über die Tätigkeit Auskunft gaben, z. B.:
- Äskulapstab = Führer im medizinischen Dienst
- Negativer Äskulapstab = medizinisches Personal
- Gotisches Z = Führer im dentalmedizinischen Dienst
- Gotisches A = Apotheker
- Schlange = Führer und Unterführer im Veterinärdienst
- Harfe = Musikführer

## Bekannte ehemalige Sonderführer
- Lothar-Günther Buchheim, Maler, Fotograf, Schriftsteller, Verleger und Kunstsammler, war als Sonderführer Kriegsberichterstatter in einer Propagandakompanie der Kriegsmarine. Aus den Erlebnissen vor allem während der U-Boot-Fahrten schöpft sein bekannter, auch verfilmter Roman Das Boot.
- Wilhelm Dege, Sonderführer (O) als Dolmetscher im besetzten Norwegen, nachmalig Sonderführer Z Leutnant MA Wettertrupp Haudegen
- Hans von Dohnanyi, Sonderführer im Stab von Admiral Wilhelm Canaris, als Widerstandskämpfer 1945 hingerichtet.
- Edwin Erich Dwinger, Schriftsteller, 1939/40 zunächst Sonderführer (Z) des Heeres, ab Sommer 1941 als SS-Obersturmführer wechselweise (!) auch Sonder- bzw. Fachführer der Waffen-SS (dazu von seinem Heeres-Divisionskommandeur zeitweise freigestellt).
- Hans Fallada, Roman-Autor, Sonderführer (B) beim Reichsarbeitsdienst in Frankreich, lebte nach dem Krieg in der sowjetischen Besatzungszone, starb 1947 seelisch und gesundheitlich zerrüttet.
- Joachim Fernau, war Kriegsberichterstatter als SS-Sonderführer in der Propagandatruppe, nach dem Krieg sehr erfolgreicher Sachbuch-Autor (u. a. Deutschland, Deutschland über alles...) und Maler.
- Hans Bernd Gisevius, wurde als Sonderführer in der Abteilung Ausland/Abwehr im OKW unter Admiral Canaris eingezogen, war beteiligt am Attentat vom 20. Juli 1944, schrieb das Buch Bis zum bitteren Ende.
- Gerhard Heller, war Sonderführer bei der Propaganda-Staffel Paris, zuständig für literarische Zensur und Papierzuteilung; nach dem Krieg Verlagsleiter.
- Eberhard von der Heyden, Sonderführer (Z) und Kameramann beim XI. Fliegerkorps. Starb bei der Eroberung der Kanalbrücke von Korinth am 26. April 1941 bei einem Fallschirmabsprung.
- Robert Pilchowski, als Tee- und Gummi-Pflanzer prädestiniert für die Aufgabe als Sonderführer in der Dienststelle „Arbeitsgemeinschaft niederländisch-indischer Firmen“ in Amsterdam zur Verwaltung überseeischer Teefirmen; nach dem Krieg Schriftsteller.
- Fritz Piersig, ein Musikwissenschaftler, überwachte und steuerte als Sonderführer Z seit Ende 1940 das französische Musikleben.
- Eberhard Taubert, ranghoher Mitarbeiter des Reichsministeriums für Volksaufklärung und Propaganda, war als Sonderführer für die Propaganda im besetzten Norwegen tätig. Er schrieb das Drehbuch zu dem antisemitischen Hetzfilm Der ewige Jude. Nach dem Krieg zunächst untergetaucht, war er ab 1958 Berater im damals neuen Referat „Psychologische Kampfführung“ im Bundesministerium für Verteidigung, dessen Minister Franz Josef Strauß war.
- Wolfgang Willrich, fanatischer Verfechter der nationalsozialistischen Kunst-Auffassung.
- Günther Niethammer, Fachführer der Waffen-SS. Er nahm an Expeditionen der Forschungsgemeinschaft Deutsches Ahnenerbe teil, die wissenschaftliche Beweise für die NS-Rassentheorie finden sollte. Im Mai 1944 wurde er als Zoologe zum Hygiene-Institut der Waffen-SS abkommandiert.
- Horst Grund, Kameramann und Fotograf, Sonderführer (Z) Kriegsberichterstatter in einer Propagandakompanie.

## Literarische Darstellungen
- Willi Bredel: Der Sonderführer. Dietz-Verlag, Berlin 1948.
- Walter Kempowski: Alles umsonst. Verlag Knaus, München 2006, ISBN 978-3-8135-0264-0. Die Romanfigur Eberhard von Globig war Sonderführer im Zweiten Weltkrieg.

## Film
In Die letzte Nacht spielt Peter Schütte 1949 den Sonderführer und Dolmetscher Hauptmann Vener.

## „Sonderführer“ als Bezeichnung von Publikationen
Der Begriff „Sonderführer“ wird auch für Druckwerke aus Anlass von Ausstellungen oder Messen verwendet, z. B. Sonderführer der Gruppe Landwirtschaft zur Internationalen Hygiene-Ausstellung Dresden 1930 und 1931.